# امانوئل مودی
امانوئل مودی (انگلیسی: Emmanuel Mudiay؛ زادهٔ ۵ مارس ۱۹۹۶) بازیکن بسکتبال اهل جمهوری دموکراتیک کنگو است.
از باشگاه‌هایی که در آن بازی کرده‌است می‌توان به دنور ناگتس و نیویورک نیکس اشاره کرد.